# Patrick Wimmer
Patrick Wimmer (ur. 30 maja 2001 w Tulln an der Donau) – austriacki piłkarz występujący na pozycji pomocnika w niemieckim klubie VfL Wolsburg oraz w reprezentacji Austrii. 